# Hysterothylacium rigidum
Hysterothylacium rigidum är en rundmaskart som först beskrevs av Rudolphi 1809.  Hysterothylacium rigidum ingår i släktet Hysterothylacium, och familjen Anisakidae. Arten är reproducerande i Sverige.